# 玫瑰之名
《玫瑰之名》（義大利語：Il nome della rosa、英語：、玫瑰的名字、玫瑰之乱）是意大利符号学家与作家翁贝尔托·埃可的小说，出版於1980年，亦是作者的第一部小说。该书出版后迅速获得评论界和普通读者的一致认同。目前被翻译成多国文字，销售量超过1600万册。

## 情节简介
《玫瑰之名》讲述一个发生在中世纪1327年年末意大利修道院的故事。方济各会修士威廉与弟子阿德索前往意大利北部山区的一所本篤會修道院，參加一場神學辯論。當時教宗若望二十二世與方濟各會士就「使徒貧窮」（apostolic poverty）的原則爭論不休，選擇了在該修道院進行辯論會。就在辯論會舉行之前，修道院的一名修士——奥特朗托的阿德尔摩——離奇倒斃於修道院的八角形主堡下。修道院院長於是委託威廉調查事件，唯一要求是不可踏足位於主堡頂樓的圖書館。調查期間，威廉與修道院其中一名最年長的修士——布尔戈斯的约尔格——就「笑」的神學用途辯論。约尔格認為「笑」是顛覆性的行為，威脅由天主建立的現有世界秩序。
翌日，另一名修士——萨尔维梅克的韦南休斯——被發現倒斃於一缸豬血之中。死者的舌頭及手指發黑，有被毒殺的跡象。經調查，威廉發現第一名死者阿德尔摩與圖書館馆长希尔德斯海姆的马拉吉及马拉吉的助理阿伦德尔的贝伦加的同性三角戀關係，而這個秘密只有约尔格和第二名死者韦南休斯知曉。威廉和阿德索透過秘密通道首次闖入圖書館，發現內裡有一個名為finis Africae（「非洲之末」）的神秘房間，但礙於圖書館迷宮般的結構無法進入。其後，他們在寫字間發現有神秘人從韦南休斯的桌上，將一本書連同寫有神秘記號的字條偷走。
第三天，贝伦加失蹤。同時威廉得知修道院內有兩名曾屬於多尔齐诺派（Dulcinians）的僧侶（他們分別是弗拉吉那的雷米吉奥和他的助手萨尔瓦多）。傍晚，阿德索獨自重返圖書館，離開時在廚房遇到一名農家少女。阿德索受少女誘惑，初嚐禁果，其後向威廉告解。
第四天，贝伦加被發現溺斃於修道院的澡堂，其舌頭及手指發黑，與韦南休斯的情況相似。隨後，方濟各會修士團和以宗教裁判長贝尔纳·古伊為首的教宗使節先後到達修道院。萨尔瓦多被揭發試圖作巫法，與農家少女雙雙被贝尔纳以行使巫術和異端邪說為由拘捕。
第五天，辯論會正式舉行。期間草藥師塞韦里努斯通知威廉他找到一本「奇怪的書」，但威廉正出席辯論會，無法分身。當威廉和阿德索其後到塞韦里努斯的醫療所時，發現他已被人用渾儀重擊頭部殺害，而那本「奇怪的書」已不知所終。雷米吉奥由於在兇案現場出現，成為疑兇，被贝尔纳拘留，並在恐嚇下承認是四單謀殺案的幕後黑手。雷米吉奥、萨尔瓦多和農家少女隨之被帶走。其後，约尔格在晚禱期間以敵基督將至為題宣道。
在第六天的晨禱，马拉吉暴斃，舌頭及手指發黑。修道院長不滿威廉未能及時破案，命令他在翌日離開。當晚，威廉和阿德索潛入圖書館，解開了韦南休斯的謎題，成功進入「非洲之末」，發現约尔格早在房間內等着他們。威廉得出了結論：贝伦加為了換取阿德尔摩的肉體，向他披露了「非洲之末」的存在，阿德尔摩隨後為罪惡感所困自殺。韦南休斯打聽到他們之間的秘密，拿取了约尔格藏在「非洲之末」的一本祕籍，可是他不知道约尔格在書頁下毒，在翻閱期間毒發身亡。贝伦加發現了韦南休斯的屍體，怕被調查，將屍體丟入豬血缸，並將祕籍據為己有，不久亦被毒死。祕籍輾轉落入塞韦里努斯手中。约尔格為了阻止他將書交給威廉，操控马拉吉殺死塞韦里努斯。其後马拉吉不理约尔格勸告，翻閱祕籍，亦被毒死。該祕籍就是亞里士多德詩學失傳已久的下半部，書中探討了笑的美德，現在已重回约尔格手中。
约尔格確認了威廉的推論，並為自己辯解，認為各人之死對應了《若望默示錄》中對七號角的描述，因此是神的旨意。為了完成餘下的兩個末日預言，约尔格將修道院長困在「非洲之末」下面的密封通道之中，然後開始吞下有毒的書頁。威廉和阿德索試圖阻止，糾纏間，约尔格用阿德索的油燈在圖書館縱火。
阿德索連忙向其他僧侶求助，但眾人始終無法將火救熄，其後火勢更蔓延到整座修道院。威廉和阿德索心灰意冷，只能逃生，兩人不久分道揚鑣。多年後，老矣的阿德索重回修道院遺址，撿拾零星的文獻碎片，重組出一個小型圖書館。

## 人物
主人公
- 巴斯克威尔的威廉：本书的主人公，来自英国的威廉修士，方济會士，曾任宗教裁判長，精于逻辑推理。
- 梅勒克的阿德索：本书的主人公，故事的叙述者。阿德索是日耳曼人，本篤會的見習僧侶，威廉修士的随从。

修道院中的主要人物
- 弗拉吉那的雷米吉奥：修道院的食品监管人。
- 福萨诺瓦的阿波尼：修道院院长。
- 奥特朗托的阿德尔摩：年轻修士，见习图书装帧员，第一个死者，威廉受修道院长委托调查其死因，故事主线由此展开。
- 萨尔瓦多： 修士，雷米吉奥的助手。
- 圣埃莫兰的塞韦里努斯：修士，草药师。
- 希尔德斯海姆的马拉吉：图书馆馆长。
- 阿伦德尔的贝伦加：助理图书馆员。
- 萨尔维梅克的韦南休斯：年轻修士，阿拉伯语和希腊语翻译员，专门研究亚里士多德。
- 乌普萨拉的本诺：来自斯堪的那维亚的年轻修士，研究修辞学。
- 亚历山大利亚的艾马罗：一个爱饶舌和讽刺的修士
- 布尔戈斯的约尔格：一位年长的修士，盲眼学者。
- 莫里忙多的尼古拉斯：修士，修道院的玻璃匠。
- 格罗塔费拉塔的阿林纳多：修道院中最年长的修士。

修道院外的主要人物
- 卡莱萨的乌贝尔蒂诺（英语：Ubertino of Casale）：被放逐的方济各会修士，威廉的朋友。
- 切泽纳的迈克尔（英语：Michael of Cesena）：方济格会灵修派的领导人。
- 贝尔纳·古伊（英语：Bernard Gui）：著名的宗教裁判長，教皇使节团的领导人之一。
- 贝特朗（英语：Bertrand du Pouget）：枢机主教，教皇使节团的领导人之一。
- 农家女孩：来自修道院下的村庄。

## 重要主题和相关内容

### 名称来源
埃可最初打算将本书以主人公的名字命名为“梅勒克的阿德索”，后来将之命名为“玫瑰之名”。这一名称来自于古老谚语“昔日的玫瑰只存在于它的名字之中(stat rosa pristina nomine, nomina nuda tenemus.)”，这句话出现于12世纪修道士克吕尼的伯纳德的诗句中，正切合本书以至埃可一生研究的一个重大主题“符号学和隐喻”。

### 人文主义的兴起
本书主人公威廉修士并不仅仅是个精明的侦探。就像书中所提到的他的朋友罗杰·培根和奥卡姆的威廉一样，威廉修士重视理性和经验，尊重自然和人性。他代表的正是当时开始出现在欧洲文化舞台上的人文主义知识分子。

### 知识的传播与掩盖
- 《诗学·卷二》：相传为亚里士多德所作，是修道院图书馆隐藏的巨大秘密。历史上亚里士多德曾作《诗学》一卷，论述古希腊悲剧。在《玫瑰之名》中，《诗学·卷二》是《诗学》的续作，亚里士多德在此卷中进一步论述了古希腊喜剧的作用。不过，事实上《诗学·卷二》并不存在，只是作者的虚构。

### 埃可的真理观
在本书的末尾，埃可借威廉修士之口表达了自己的真理观；這裡的真理指的是由教會所控制的天主教義。
- “要警惕预言家和那些准备为真理而献身的人，因为他们通常会拉上众多的人与他们同归于尽，经常是先于他们，有时则是替他们去死。”
- “约尔格作了一件恶事，因为他对真理爱得过于卑鄙，为了消灭谬误它可以不择手段。”
- “热爱人类的使者所执行的使命，就是让人们对真理大笑，或者让真理自己发笑。唯一的真理就是学会解脱对于真理无理智的狂爱。”

## 中文译本
- 倪安宇譯《玫瑰的名字》，2014，皇冠文化出版有限公司，由意大利文直接翻譯。
- 沈萼梅、刘锡荣译《玫瑰的名字》，2010，上海译文出版社，由意大利文直接翻譯。
- 谢瑶玲译《玫瑰的名字》，2001，作家出版社。
- 林周戚译《玫瑰之乱》，1995，吉林人民出版社。
- 謝瑤玲譯《玫瑰的名字》，1993，皇冠出版社。
- 闵炳君译《玫瑰的名字》，1988，中国戏剧出版社，有少量删节。
- 林泰等译《玫瑰之名》，1987，重庆出版社，带插图。

## 改編影視

### 電影
1986年，法国导演让-雅克·阿诺将小说改編成電影，英国演员辛·康納利在片中出演威廉修士。

### 電視劇
八集迷你劇《玫瑰之名》於2018年1月在意大利開始製作，並於2019年3月4日在Rai 1上首播。該劇由傑可莫·巴提亞托執導，約翰·特托羅飾演巴斯克威爾的威廉、路柏·艾弗烈飾演伯爾納德·圭、新人Damian Hardung飾演阿德索。

## 外部連結
- IMDb.com Listing: The Name of the Rose （页面存档备份，存于）